# Кайзерштуль (Ааргау)
Кайзерштуль (нім. Kaiserstuhl AG) — колишня громада в Швейцарії в кантоні Ааргау, округ Цурцах. 2022 року громади Бад-Цурцах, Бальдінген, Бобікон, Віслікофен, Кайзерштуль, Рекінген, Рітгайм і Рюмікон об'єдналися в громаду Цурцах.

## Географія
Місто розташоване на відстані близько 105 км на північний схід від Берна, 35 км на північний схід від Аарау.
Кайзерштуль має площу 0,3 км², з яких на 45,2% дозволяється будівництво (житлове та будівництво доріг), 35,5% використовуються в сільськогосподарських цілях, 9,7% зайнято лісами, 9,7% не є продуктивними (річки, льодовики або гори).

## Демографія
2019 року в місті мешкало 415 осіб (+4,3% порівняно з 2010 роком), іноземців було 38,3%. Густота населення становила 1297 осіб/км².
За віковим діапазоном населення розподілялося таким чином: 16,9% — особи молодші 20 років, 65,8% — особи у віці 20—64 років, 17,3% — особи у віці 65 років та старші. Було 200 помешкань (у середньому 2 особи в помешканні).